# Parastilomysis prominula
Parastilomysis prominula is een aasgarnalensoort uit de familie van de Mysidae. De wetenschappelijke naam van de soort is voor het eerst geldig gepubliceerd in 2005 door Fukuoka, Bravo & Murano.